# Elimia brevis
Elimia brevis är en snäckart som först beskrevs av Reeve 1860.  Elimia brevis ingår i släktet Elimia och familjen Pleuroceridae. IUCN kategoriserar arten globalt som utdöd. Inga underarter finns listade i Catalogue of Life.